# Vignol
Vignol ist eine französische Gemeinde mit 61 Einwohnern (Stand 1. Januar 2022) im Département Nièvre in der Region Bourgogne-Franche-Comté (vor 2016 Bourgogne). Sie gehört zum Arrondissement Clamecy und zum Kanton Clamecy (bis 2015 Tannay). Die Einwohner werden Vignolais genannt.

## Geographie
Vignol liegt etwa 56 Kilometer südsüdöstlich von Auxerre. Nachbargemeinden von Vignol sind Teigny im Norden, Nuars im Nordosten, Saizy im Osten, Monceaux-le-Comte im Süden und Südosten, Dirol im Süden, Flez-Cuzy im Westen sowie Metz-le-Comte im Nordwesten.

## Bevölkerungsentwicklung
| Jahr                       | 1962 | 1968 | 1975 | 1982 | 1990 | 1999 | 2006 | 2011 | 2016 |
| Einwohner                  | 129  | 118  | 109  | 112  | 96   | 79   | 83   | 72   | 62   |
| Quellen: Cassini und INSEE |      |      |      |      |      |      |      |      |      |

## Sehenswürdigkeiten

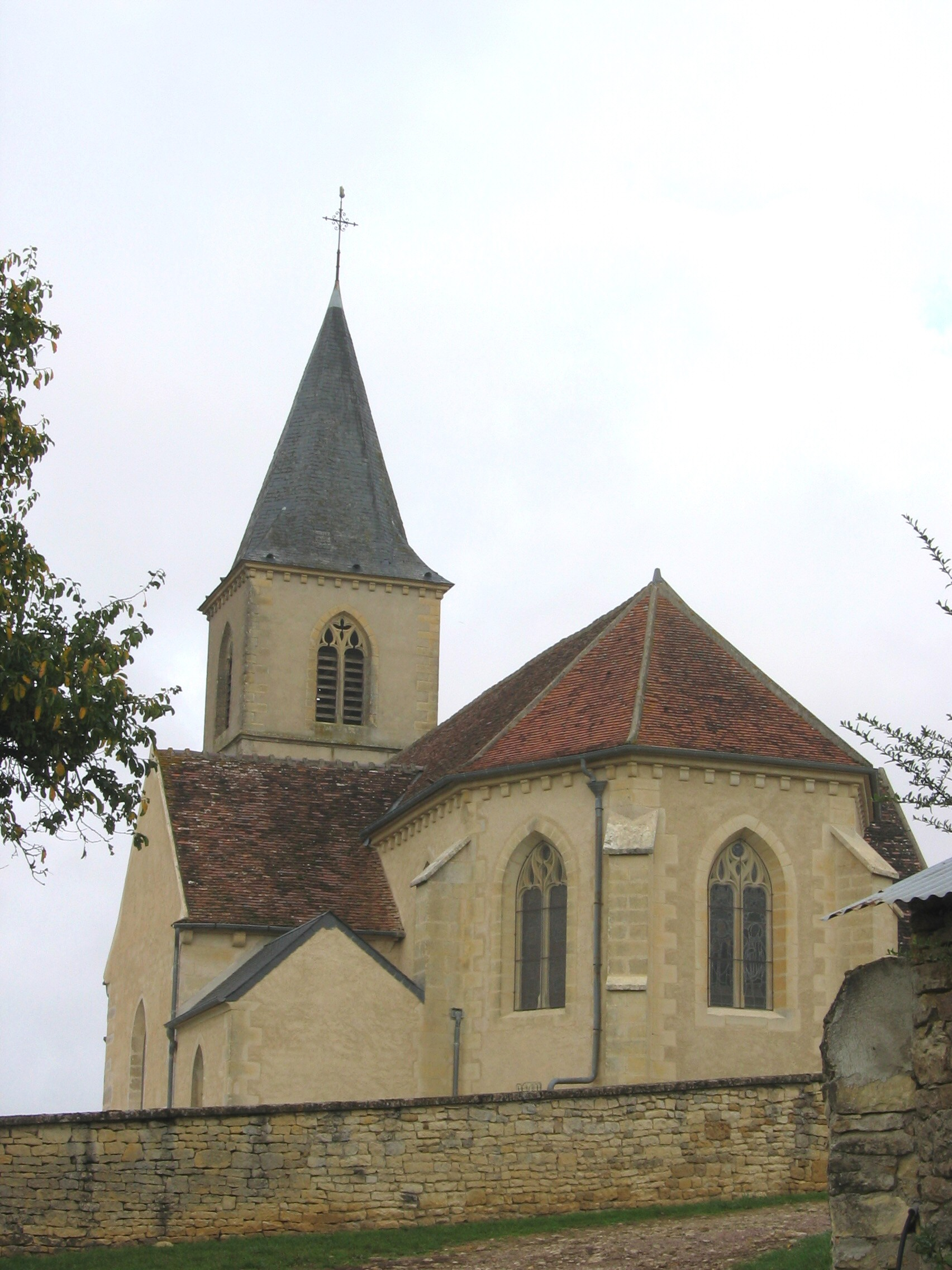
Kirche Saint-Nazaire-et-Saint-Celse

- Kirche Saint-Nazaire-et-Saint-Celse aus dem 12. Jahrhundert, wieder errichtet im 15. Jahrhundert